# Петренко Анатолій Андрійович
Анатолій Андрійович Петренко (нар. 17 червня 1945, місто Ясинувата, тепер Донецької області) — український діяч, начальник управління сільського господарства і продовольства Донецької обласної державної адміністрації, голова Державної податкової адміністрації в Житомирській та Київській областях. Народний депутат України 2-го скликання.

## Біографія
Народився у родині залізничника.
У серпні 1959 — січні 1964 року — учень Донецького індустріального технікуму.
У грудні 1962 — червні 1963 року — автослюсар 2-го розряду, водій, у червні — вересні 1963 року — слюсар-авторемонтник 1-го розряду Донецької автобази вантажного транспорту.
У січні 1964 — жовтні 1966 року — слюсар, майстер ВТК Криничанського ремонтного заводу імені Дергачова Донецької області.
У 1966—1972 роках — студент-заочник Мелітопольського інституту механізації і електрифікації сільського господарства, інженер-механік.
У жовтні 1966 — серпні 1977 року — інженер, керівник відділку, завідувач майстерні, головний інженер радгоспу «Криничанський» Донецької області. Член КПРС.
У серпні 1977 — травні 1981 року — головний інженер-консультант, директор-консультант держгоспу «Улан-Толгой» міста Ерденет Монгольської Народної Республіки.
У червні 1981 — січні 1984 року — заступник генерального директора об'єднання «Донецькплодовочгосп» Донецької області.
У січні 1984 — січні 1986 року — голова Донецького обласного об'єднання «Сільгосптехніка».
У січні 1986 — жовтні 1994 року — заступник голови, голова Донецького обласного агропромислового комітету, начальник управління сільського господарства і продовольства Донецької обласної державної адміністрації. Член Селянської партії України.
Народний депутат України 2-го демократичного скликання з .04.1994 (2-й тур) до .04.1998, Слов'янський виборчий округ № 153, Донецька область. Голова підкомітету з зовнішньоекономічних зв'язків та інвестицій Комітету з питань АПК, земельних ресурсів і соціального розвитку села. Член депутатської групи «Відродження та розвиток агропромислового комплексу України» (до цього — член (уповноважений) групи «Аграрники України»; до цього — член фракції СелПУ).
У червні 1997 — квітні 1998 року — завідувач відділу з питань агропромислового комплексу і продовольства Кабінету міністрів України.
Член Партії регіонів, член Політради Партії регіонів (з 2000). 
У лютому 2000 року — начальник управління супроводження законопроектів, опрацювання запитів народних депутатів та взаємодії з Верховною Радою України Державної податкової адміністрації України.
У лютому 2000 — липні 2002 року — голова Державної податкової адміністрації в Житомирській області.
У 2001 році закінчив Житомирський інженерно-технологічний інститут, економіст.
У липні 2002 — березні 2003 року — голова Державної податкової адміністрації в Київській області.
У квітні 2003 — липні 2005 року —  заступник голови Київської обласної державної адміністрації з питань фінансів, бюджету, податкового і митного законодавства, промислової політики, транспорту, зв'язку, паливно-енергетичного комплексу, будівництва, містобудування та архітектури, житлово-комунального господарства, охорони громадського порядку, боротьби із злочинністю та корупцією, оборонної роботи.
У липні — вересні 2005 року — помічник-консультант народного депутата України Миколи Сидоренка.
У листопаді — грудні 2006 року — помічник голови Державної податкової адміністрації України.
У грудні 2006 — березні 2008 року — начальник Державної податкової інспекції Святошинського району міста Києва.
У лютому 2008 — березні 2010 року — заступник голови Державної податкової адміністрації у місті Києві.
У березні — червні 2010 року — голова Державної податкової адміністрації в Київській області. У червні 2010 — 2011 року — виконувач обов'язків голови Державної податкової адміністрації в Київській області.
Потім — на пенсії.

## Нагороди та відзнаки
- орден «За заслуги» III ступеня
- заслужений економіст України